# Територіальна претензія
Територіа́льна прете́нзія — претензія на верховенство законів держави на певній території. Коли на одну й ту саму територію претендують дві або більше держав — виникає територіальний спір.
Кожна зі сторін у суперечці стверджує, що певна територія є її власністю, оскільки вона керувала або й досі керує даною територією. Територіальна суперечка є тоді, коли всі сторони конфлікту визнали існування претензії.

## Приклади територіальних претензій
Півострів Крим, Нагірний Карабах,Палестина,Кашмір.